# LMBR1L
LMBR1L‏ (Limb development membrane protein 1 like) هوَ بروتين يُشَفر بواسطة جين LMBR1L في الإنسان.